# Hohe Rod
Das Hohe Rod ist eine 322,6 m hohe Erhebung und markiert die Flurgrenze zwischen Berka/Werra und Dippach in der Stadt Werra-Suhl-Tal im Wartburgkreis in Thüringen. Der in Dippacher Flur gelegene Vorgipfel trägt den Flurnamen Wolfsberg.
Naturräumlich zählt der Berg Hohe Rod zum Berkaer Becken. Er wird seit Jahrhunderten land- und forstwirtschaftlich genutzt. Siedlungsgeographisch deutet der Name Hohe Rod auf eine erst spät erfolgte Rodung hin. Der steil in das Werratal abfallende Westhang bot mehrfach Gelegenheit zur Anlage von Steinbrüchen. Die jetzt auflässigen Sandsteinbrüche zeigen zum Teil 30 m mächtige Aufschlüsse.

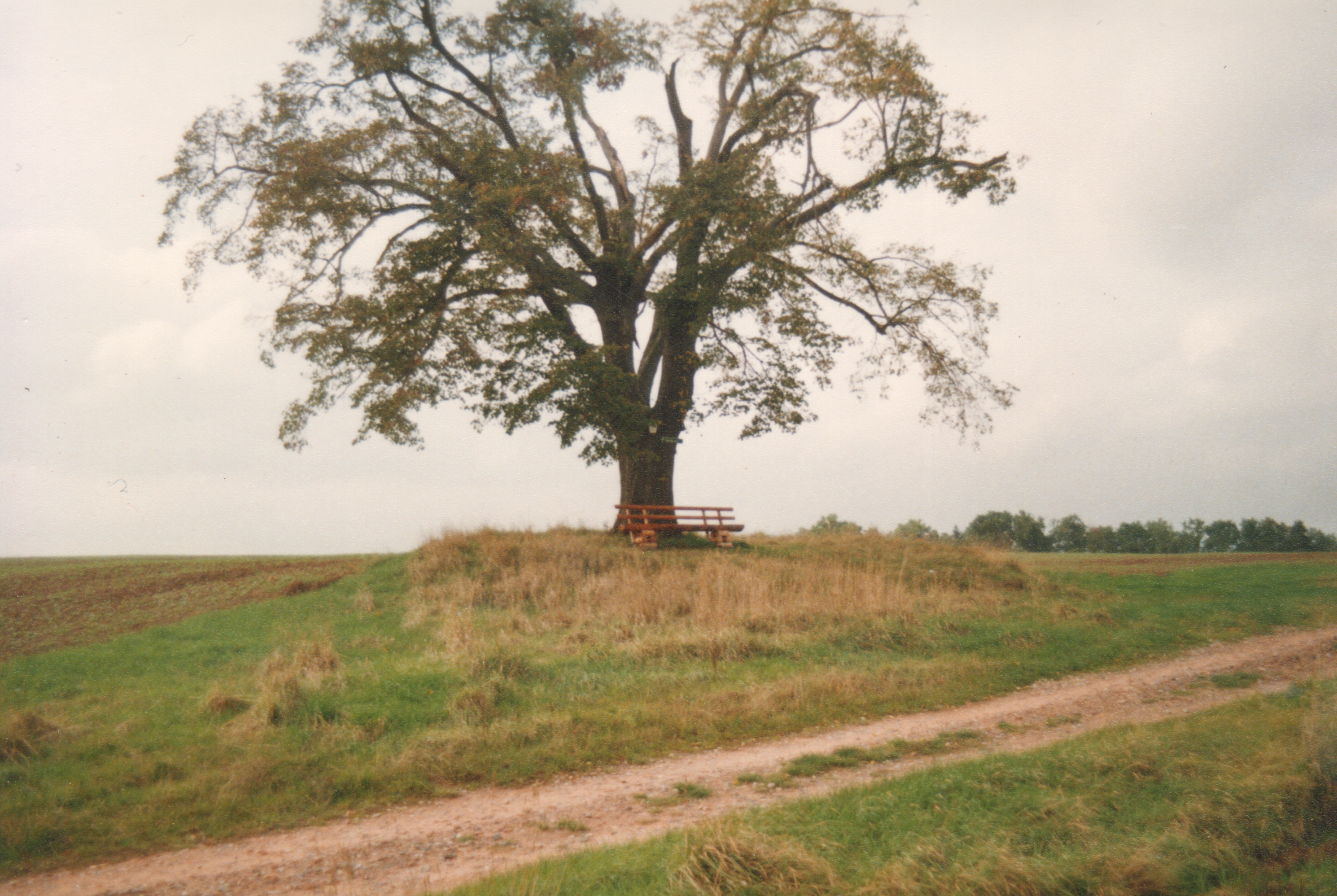
Becks Grab

Über den Berg Hohe Rod führt eine Altstraße nach Vacha und der südliche Teil der Berkaer Landwehr. Eine Eiche am Straßenrand markiert das bisher undatierte Hügelgrab Becks Grab.
Auf dem Gipfel befindet sich eine der ersten Windenergieanlagen im Wartburgkreis.